# Joseph Chmel

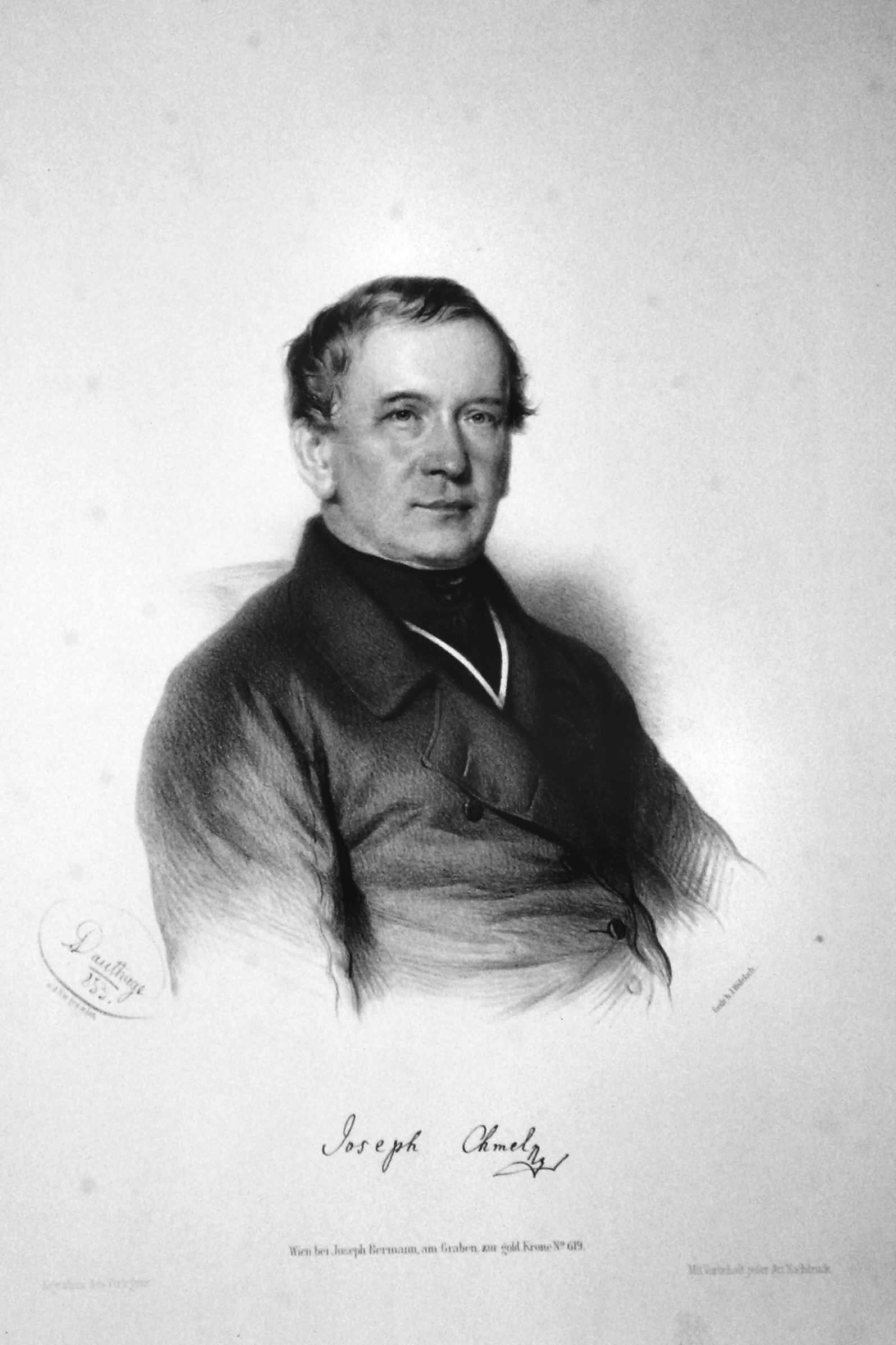
Joseph Chmel. Litografi av Adolf Dauthage 1853.

Joseph Chmel, född 18 mars 1798, död 28 november 1858, var en österrikisk historiker och arkivarie.
Chmel var från 1846 vicer direktör för statsarkivet i Wien. Bland hans verk märks Geschichte Kaiser Friedrichs III. und seines Sohnes Maximilian I. (2 band, 1840–1843) samt urkundspublikationer rörande Österrikes historia under den senare medeltiden.